# MTV Movie Awards 2016
MTV Movie Awards 2016 — 25-я церемония вручения кинонаград канала MTV за 2015 год состоялась 10 апреля 2016 года на студии Warner Bros., в городе Бербанк (Калифорния, США). Номинанты в четырнадцати категориях были объявлены 8 марта 2016 года.
Ведущими церемонии выступили актёры Кевин Харт и Дуэйн «Скала» Джонсон.

## Список лауреатов и номинантов
Количество наград / номинаций:
- 3/11: «Звёздные войны: Пробуждение силы»
- 2/8: «Дэдпул»
- 0/6: «Мстители: Эра Альтрона»
- 2/4: «Идеальный голос 2»
- 1/4: «Выживший» / «Безумный Макс: Дорога ярости»
- 0/4: «Девушка без комплексов»
- 1/3: «Мир юрского периода» / «Голос улиц» / «Голодные игры: Сойка-пересмешница. Часть 2»
- 0/2: «Крид: Наследие Рокки» / «Защитник» / «Джой» / «Пятьдесят оттенков серого» / «Шпион» / «Разлом Сан-Андреас» / «Форсаж 7»
- 1/1: «Эми» / «Головоломка»

 • Победители указаны первыми и выделены отдельным цветом. 
| Категории                                           | Лауреаты и номинанты                                                                          |
| --------------------------------------------------- | --------------------------------------------------------------------------------------------- |
| Фильм года (Movie of the Year)                      | • Звёздные войны: Пробуждение силы / Star Wars: The Force Awakens                             |
| Фильм года (Movie of the Year)                      | • Мстители: Эра Альтрона / Avengers: Age of Ultron                                            |
| Фильм года (Movie of the Year)                      | • Крид: Наследие Рокки / Creed                                                                |
| Фильм года (Movie of the Year)                      | • Дэдпул / Deadpool                                                                           |
| Фильм года (Movie of the Year)                      | • Мир юрского периода / Jurassic World                                                        |
| Фильм года (Movie of the Year)                      | • Голос улиц / Straight Outta Compton                                                         |
| Фильм, основанный на реальных событиях (True Story) | • Голос улиц / Straight Outta Compton                                                         |
| Фильм, основанный на реальных событиях (True Story) | • Защитник / Concussion                                                                       |
| Фильм, основанный на реальных событиях (True Story) | • Джой / Joy                                                                                  |
| Фильм, основанный на реальных событиях (True Story) | • Стив Джобс / Steve Jobs                                                                     |
| Фильм, основанный на реальных событиях (True Story) | • Игра на понижение / The Big Short                                                           |
| Фильм, основанный на реальных событиях (True Story) | • Выживший / The Revenant                                                                     |
| Документальный фильм (Documentary)                  | • Эми / Amy                                                                                   |
| Документальный фильм (Documentary)                  | • Земля картелей / Cartel Land                                                                |
| Документальный фильм (Documentary)                  | • Он назвал меня Малала / He Named Me Malala                                                  |
| Документальный фильм (Documentary)                  | • Зона охоты / The Hunting Ground                                                             |
| Документальный фильм (Documentary)                  | • Волчья стая / The Wolfpack                                                                  |
| Документальный фильм (Documentary)                  | • Что случилось, мисс Симон? / What Happened, Miss Simone?                                    |
| Лучшая мужская роль (Best Male Performance)         | • Леонардо Ди Каприо — «Выживший»                                                             |
| Лучшая мужская роль (Best Male Performance)         | • Крис Прэтт — «Мир юрского периода»                                                          |
| Лучшая мужская роль (Best Male Performance)         | • Мэтт Деймон — «Марсианин»                                                                   |
| Лучшая мужская роль (Best Male Performance)         | • Майкл Б. Джордан — «Крид: Наследие Рокки»                                                   |
| Лучшая мужская роль (Best Male Performance)         | • Райан Рейнольдс — «Дэдпул»                                                                  |
| Лучшая мужская роль (Best Male Performance)         | • Уилл Смит — «Защитник»                                                                      |
| Лучшая женская роль (Best Female Performance)       | • Шарлиз Терон — «Безумный Макс: Дорога ярости»                                               |
| Лучшая женская роль (Best Female Performance)       | • Алисия Викандер — «Из машины»                                                               |
| Лучшая женская роль (Best Female Performance)       | • Анна Кендрик — «Идеальный голос 2»                                                          |
| Лучшая женская роль (Best Female Performance)       | • Дейзи Ридли — «Звёздные войны: Пробуждение силы»                                            |
| Лучшая женская роль (Best Female Performance)       | • Дженнифер Лоуренс — «Джой»                                                                  |
| Лучшая женская роль (Best Female Performance)       | • Морена Баккарин — «Дэдпул»                                                                  |
| Прорыв года (Breakthrough Performance)              | • Дейзи Ридли — «Звёздные войны: Пробуждение силы»                                            |
| Прорыв года (Breakthrough Performance)              | • Эми Шумер — «Девушка без комплексов»                                                        |
| Прорыв года (Breakthrough Performance)              | • Бри Ларсон — «Комната»                                                                      |
| Прорыв года (Breakthrough Performance)              | • Дакота Джонсон — «Пятьдесят оттенков серого»                                                |
| Прорыв года (Breakthrough Performance)              | • Джон Бойега — «Звёздные войны: Пробуждение силы»                                            |
| Прорыв года (Breakthrough Performance)              | • О’Ши Джексон мл. — «Голос улиц»                                                             |
| Лучшая комедийная роль (Best Comedic Performance)   | • Райан Рейнольдс — «Дэдпул»                                                                  |
| Лучшая комедийная роль (Best Comedic Performance)   | • Эми Шумер — «Девушка без комплексов»                                                        |
| Лучшая комедийная роль (Best Comedic Performance)   | • Кевин Харт — «Миссия в Майами»                                                              |
| Лучшая комедийная роль (Best Comedic Performance)   | • Мелисса Маккарти — «Шпион»                                                                  |
| Лучшая комедийная роль (Best Comedic Performance)   | • Ребел Уилсон — «Идеальный голос 2»                                                          |
| Лучшая комедийная роль (Best Comedic Performance)   | • Уилл Феррелл — «Крепись!»                                                                   |
| Лучшая экшн-роль (Best Action Performance)          | • Крис Прэтт — «Мир юрского периода»                                                          |
| Лучшая экшн-роль (Best Action Performance)          | • Дуэйн Джонсон — «Разлом Сан-Андреас»                                                        |
| Лучшая экшн-роль (Best Action Performance)          | • Дженнифер Лоуренс — «Голодные игры: Сойка-пересмешница. Часть 2»                            |
| Лучшая экшн-роль (Best Action Performance)          | • Джон Бойега — «Звёздные войны: Пробуждение силы»                                            |
| Лучшая экшн-роль (Best Action Performance)          | • Райан Рейнольдс — «Дэдпул»                                                                  |
| Лучшая экшн-роль (Best Action Performance)          | • Вин Дизель — «Форсаж 7»                                                                     |
| Лучшая виртуальная роль (Best Virtual Performance)  | • Эми Полер — «Головоломка»                                                                   |
| Лучшая виртуальная роль (Best Virtual Performance)  | • Энди Серкис — «Звёздные войны: Пробуждение силы»                                            |
| Лучшая виртуальная роль (Best Virtual Performance)  | • Джек Блэк — «Кунг-фу панда 3»                                                               |
| Лучшая виртуальная роль (Best Virtual Performance)  | • Джеймс Спейдер — «Мстители: Эра Альтрона»                                                   |
| Лучшая виртуальная роль (Best Virtual Performance)  | • Лупита Нионго — «Звёздные войны: Пробуждение силы»                                          |
| Лучшая виртуальная роль (Best Virtual Performance)  | • Сет Макфарлейн — «Третий лишний 2»                                                          |
| Лучший герой (Best Hero)                            | • Дженнифер Лоуренс — «Голодные игры: Сойка-пересмешница. Часть 2»                            |
| Лучший герой (Best Hero)                            | • Шарлиз Терон — «Безумный Макс: Дорога ярости»                                               |
| Лучший герой (Best Hero)                            | • Крис Эванс — «Мстители: Эра Альтрона»                                                       |
| Лучший герой (Best Hero)                            | • Дейзи Ридли — «Звёздные войны: Пробуждение силы»                                            |
| Лучший герой (Best Hero)                            | • Дуэйн Джонсон — «Разлом Сан-Андреас»                                                        |
| Лучший герой (Best Hero)                            | • Пол Радд — «Человек-муравей»                                                                |
| Лучший злодей (Best Villain)                        | • Адам Драйвер — «Звёздные войны: Пробуждение силы»                                           |
| Лучший злодей (Best Villain)                        | • Эд Скрейн — «Дэдпул»                                                                        |
| Лучший злодей (Best Villain)                        | • Хью Кияс-Бёрн — «Безумный Макс: Дорога ярости»                                              |
| Лучший злодей (Best Villain)                        | • Джеймс Спейдер — «Мстители: Эра Альтрона»                                                   |
| Лучший злодей (Best Villain)                        | • Сэмюэл Л. Джексон — «Kingsman: Секретная служба»                                            |
| Лучший злодей (Best Villain)                        | • Том Харди — «Выживший»                                                                      |
| Лучший поцелуй (Best Kiss)                          | • Ребел Уилсон и Адам Дивайн — «Идеальный голос 2»                                            |
| Лучший поцелуй (Best Kiss)                          | • Эми Шумер и Билл Хейдер — «Девушка без комплексов»                                          |
| Лучший поцелуй (Best Kiss)                          | • Дакота Джонсон и Джейми Дорнан — «Пятьдесят оттенков серого»                                |
| Лучший поцелуй (Best Kiss)                          | • Лесли Манн и Крис Хемсворт — «Каникулы»                                                     |
| Лучший поцелуй (Best Kiss)                          | • Марго Робби и Уилл Смит — «Фокус»                                                           |
| Лучший поцелуй (Best Kiss)                          | • Морена Баккарин и Райан Рейнольдс — «Дэдпул»                                                |
| Лучший бой (Best Fight)                             | • Дэдпул (Райан Рейнольдс) против Аякса (Эд Скрейн) — «Дэдпул»                                |
| Лучший бой (Best Fight)                             | • Хью Гласс (Леонардо Ди Каприо) против медведя — «Выживший»                                  |
| Лучший бой (Best Fight)                             | • Фуриоса (Шарлиз Терон) против Макса Рокатански (Том Харди) — «Безумный Макс: Дорога ярости» |
| Лучший бой (Best Fight)                             | • Железный человек (Роберт Дауни мл.) против Халка (Марк Руффало) — «Мстители: Эра Альтрона»  |
| Лучший бой (Best Fight)                             | • Рей (Дейзи Ридли) против Кайло Рена (Адам Драйвер) — «Звёздные войны: Пробуждение силы»     |
| Лучший бой (Best Fight)                             | • Сьюзан Купер (Мелисса Маккарти) против Лии (Наргис Факхри) — «Шпион»                        |
| Актёрский ансамбль (Ensemble Cast)                  | • «Идеальный голос 2»                                                                         |
| Актёрский ансамбль (Ensemble Cast)                  | • «Мстители: Эра Альтрона»                                                                    |
| Актёрский ансамбль (Ensemble Cast)                  | • «Форсаж 7»                                                                                  |
| Актёрский ансамбль (Ensemble Cast)                  | • «Звёздные войны: Пробуждение силы»                                                          |
| Актёрский ансамбль (Ensemble Cast)                  | • «Голодные игры: Сойка-пересмешница. Часть 2»                                                |
| Актёрский ансамбль (Ensemble Cast)                  | • «Девушка без комплексов»                                                                    |

### Специальные награды
- Признание поколения (MTV Generation Award) — Уилл Смит.
- Гений комедии (Comedic Genius Award) — Мелисса Маккарти.